# Izborniki Światosława

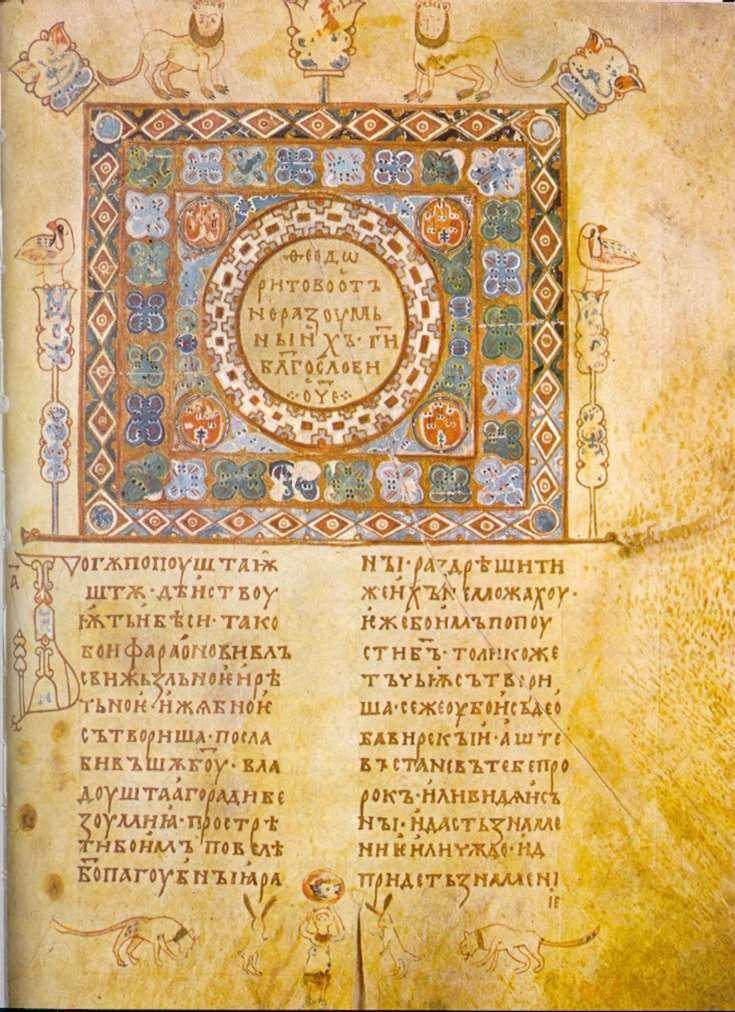
Karta Izbornika z 1073 r.

Izborniki Światosława – dwa pergaminowe kodeksy ruskie z XI wieku, sporządzone na zlecenie wielkiego księcia kijowskiego Światosława II Jarosławowicza, zawierające zbiór tekstów przetłumaczonych z języka greckiego na język staro-cerkiewno-słowiański.
Izbornik pierwszy, pochodzący z 1073 roku, jest dosłowną kopią wcześniejszego kodeksu starobułgarskiego tłumaczonego z greki, sporządzonego za panowania cara Symeona Wielkiego. Odnaleziony w 1817 roku w podmoskiewskim monasterze Zmartwychwstania Pańskiego, obecnie przechowywany jest w Państwowym Muzeum Historycznym w Moskwie. W skład kodeksu wchodzi ponad 380 tekstów, głównie wczesnochrześcijańskich i bizantyjska literatura teologiczno-patrystyczna, m.in. Odpowiedzi Anastazego Synaity, traktat o poetyce Jerzego Choirowoskosa, traktat o dialektyce Jana z Damaszku czy najstarszy słowiański indeks dzieł zabronionych do czytania wiernemu prawosławnemu. Na podstawie analizy paleograficznej w manuskrypcie wyróżniono rękę dwóch skrybów, z czego jeden zapisał tylko ⅓ kart. Kodeks jest bogato iluminowany ozdobnymi frontyspisami, winietami i inicjałami, a także licznymi ornamentami na marginesach. Otwierający księgę frontyspis przedstawia księcia Światosława wraz z żoną, ofiarowujących księgę Chrystusowi.
Izbornik drugi znajduje się obecnie w zbiorach petersburskiego Ermitażu. Został sporządzony w 1076 roku, o czym zaświadcza adnotacja na końcu kodeksu, przez skrybę imieniem Ioan. Jego losy ją nieznane, pod koniec XVIII wieku znajdował się w prywatnej kolekcji M.M. Szczerbatowa. Księga rozpoczyna się kompilacją fragmentów Psałterza pochwalających czytanie ksiąg, zawarto w niej m.in. wybór pism Jana Chryzostoma, Nila Synaity, Anastazego Synaity i Atanazego Wielkiego, a także utwory hagiograficzne. Teksty poddano obróbkom stylistycznym i językowym dostosowującym je do realiów ruskich, typu zamiana w tekście wina na miód.